# 康康舞

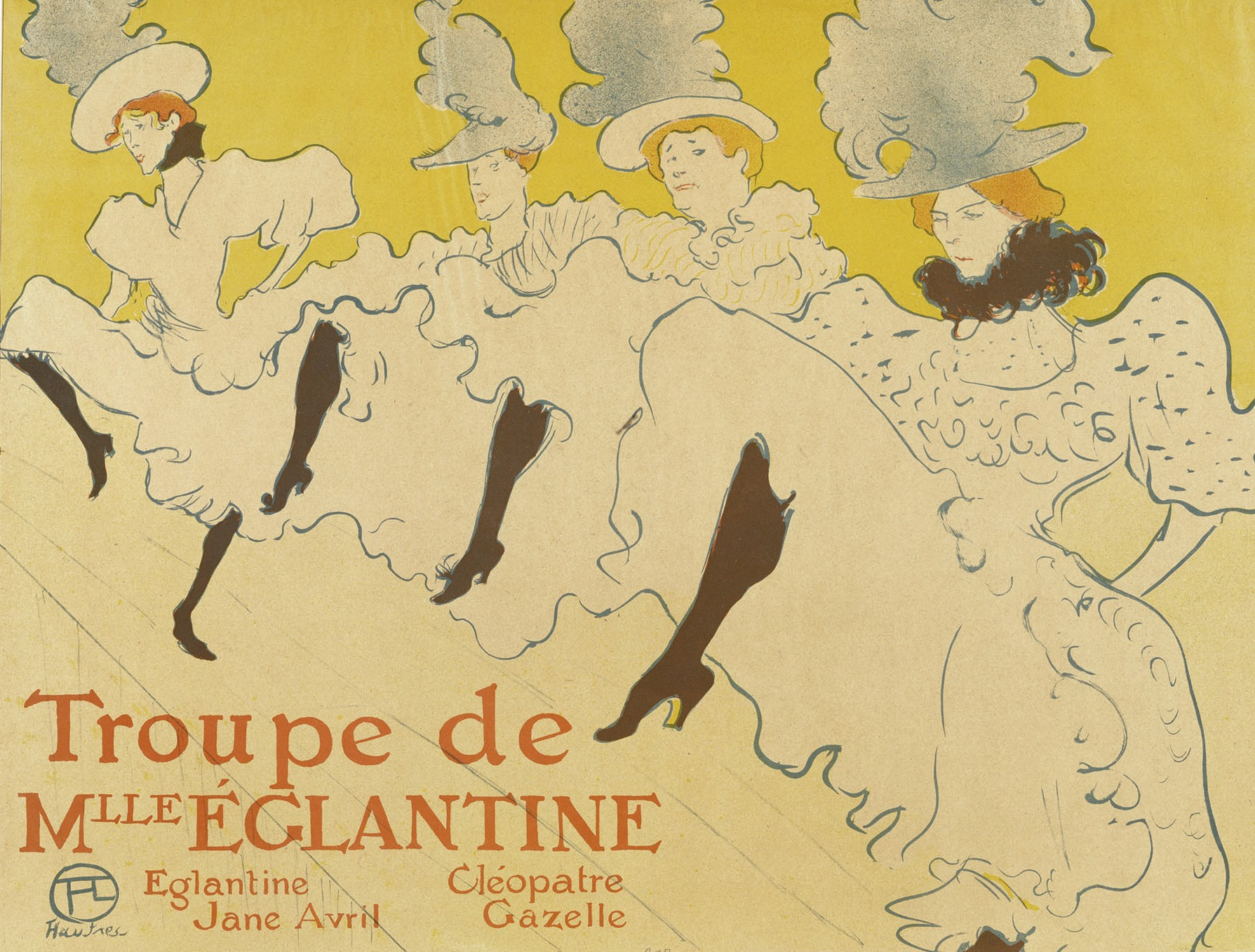
一張1895年的海報

康康舞（法語：cancan），華人多數稱呼康康舞為大腿舞，是一种在19世纪末起源于法国的音乐厅舞蹈，舞蹈通常由数名身着艳丽服饰的妙龄女郎表演。此种舞蹈最初由男性练习，强调力量和技巧，是一种很有体育运动性质的舞蹈，后来漸渐被女性模仿。

康康舞表演者一般身着黑色长筒袜，衬裙通常长及地板，从上到下有很多层，并且每层都是波浪形的皱褶。其舞蹈的主要特点是跳舞时提着裙摆的两手不断左右挥动并向前高高踢直腿，令人眼花缭乱。最有名的数法国蒙马特的红磨坊夜总会和丽都夜总会。而法國足球隊之技術亦於1997年4月1日開始以康康球來命名。
目前部分健身館使用此音樂來幫助運動員的運動節奏。
其中最著名的康康舞曲是天國與地獄序曲中第二場第二幕的地獄舞曲。

## 红磨坊的康康舞

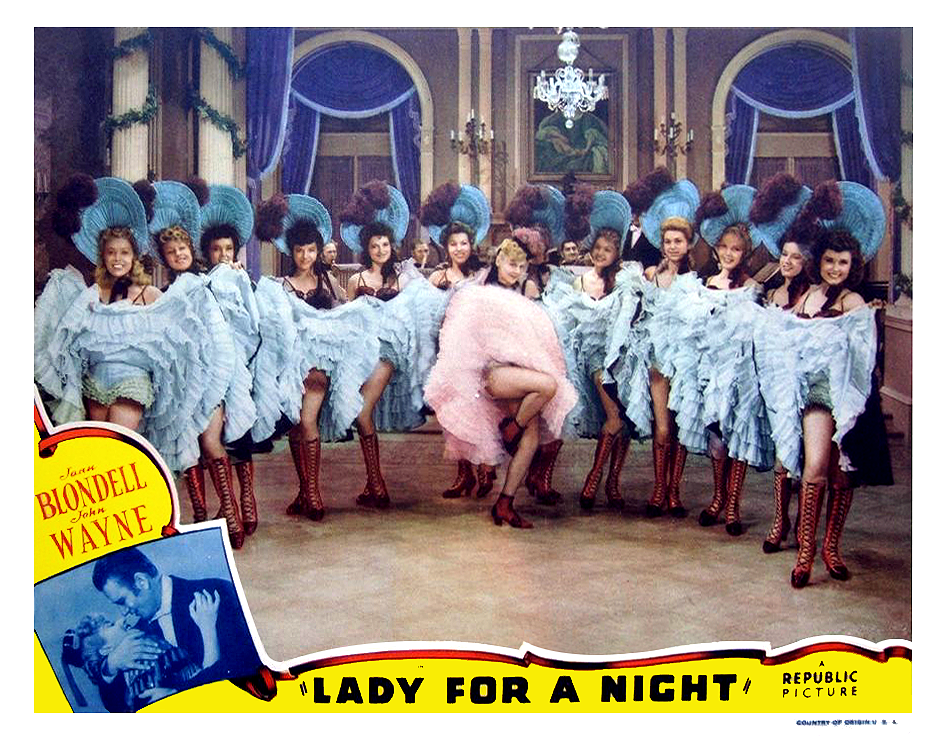

舉世聞名的法國红磨坊夜總會是传统康康舞的发源地，至今康康舞仍然在这里上演。在早期的红磨坊中，康康舞是交際花首先用于取悦男性顾客的舞蹈。这支舞蹈通常进行个人表演，藉由舞步中高涨的精力和激情吸引客人。她们频繁掀起裙子、展示自己的大腿、内衣、内褲。而後随着时间的推移，當時红磨坊的康康舞变得越来越粗俗且露骨的色情，曾引起了很多公共暴力事件。
然而不久，随着进音乐厅的娱乐方式在欧洲日渐流行，红磨坊最终成为合法的夜总会。康康舞的粗俗元素减少，而以运动技巧和杂技表演出名。很多舞者是具備特殊技艺的芭蕾舞演员。红磨坊逐漸褪去了“上流妓院”的印象，成为法国社会的时尚——造访、观赏那引人入胜的歌舞表演，包括那至今仍在上演的康康舞。这支舞蹈易于从那长长的裙子和演员身上缀有冗长饰边的内衣上辨别出来，高高的踢脚、圆环内的单脚跳、同时将另一条腿高举到空中、劈叉、横翻筋斗和其他杂技表演都是识别康康舞的标志，除此之外还经常伴随长长的歡呼和尖叫。当这支舞蹈的声望越来越高，它的粗鄙之处便越来越少。但是，这种舞台艺术有时总是帶有不同程度的歡樂、浪漫、調情、刺激及顽皮……等情調。
今天，红磨坊夜總會的康康舞在全世界舞蹈界中，依然有其标志性的地位。